# Varbergs BoIS
Actualités
Le Varbergs BoIS FC est un club suédois de football basé dans la ville de Varberg en Suède, et fondé en 1925.

## Histoire
Le Varbergs BoIS FC est fondé le 25 mars 1925.
Le club joue pour la première fois en Superettan en 2012 et se maintient à l'issue de la saison en terminant 11e du classement. Après être resté huit ans en deuxième division, le Varbergs BoIS FC accède à l'Allsvenskan pour la première fois de son histoire après avoir terminé deuxième du Superettan en 2019. Il débute ainsi en première division lors de la saison 2020.

### Bilan par saison
| Saison | Niveau | Division    | Classement |
| 1993   | 3      | Division 2  | 10e        |
| 1994   | 3      | Division 2  | 11e        |
| 1996   | 4      | Division 3  | 5e         |
| 1996   | 4      | Division 3  | 9e         |
| 1997   | 5      | Division 4  | 1er        |
| 1998   | 4      | Division 3  | 7e         |
| 1999   | 4      | Division 3  | 7e         |
| 2000   | 4      | Division 3  | 5e         |
| 2001   | 4      | Division 3  | 10e        |
| 2002   | 5      | Division 4  | 1er        |
| 2003   | 4      | Division 3  | 10e        |
| 2004   | 5      | Division 4  | 1er        |
| 2005   | 4      | Division 3  | 1er        |
| 2006   | 4      | Division 3  | 8e         |
| 2007   | 4      | Division 3  | 2e         |
| 2008   | 4      | Division 3  | 4e         |
| 2009   | 4      | Division 3  | 7e         |
| 2010   | 4      | Division 3  | 1er        |
| 2011   | 3      | Division 2  | 1er        |
| 2012   | 2      | Superettan  | 11e        |
| 2013   | 2      | Superettan  | 13e        |
| 2014   | 2      | Superettan  | 8e         |
| 2015   | 2      | Superettan  | 5e         |
| 2016   | 2      | Superettan  | 5e         |
| 2017   | 2      | Superettan  | 11e        |
| 2018   | 2      | Superettan  | 14e        |
| 2019   | 2      | Superettan  | 2e         |
| 2020   | 1      | Allsvenskan | 11e        |
| 2021   | 1      | Allsvenskan | 10e        |
| 2022   | 1      | Allsvenskan | 14e        |

## Personnalités du club

### Anciens joueurs
- Hosam Aiesh
- Thomas Drage
- Erik Lund